# Piz Julier
Piz Julier är en bergstopp i Schweiz.   Den ligger i regionen Maloja och kantonen Graubünden, i den östra delen av landet, 180 km öster om huvudstaden Bern. Toppen på Piz Julier är 3 380 meter över havet.
Terrängen runt Piz Julier är bergig söderut, men norrut är den kuperad. Närmaste större samhälle är St. Moritz, 6,2 km öster om Piz Julier. 
Trakten runt Piz Julier består i huvudsak av gräsmarker. Runt Piz Julier är det ganska glesbefolkat, med 31 invånare per kvadratkilometer.